# Eviota saipanensis
Eviota saipanensis és una espècie de peix de la família dels gòbids i de l'ordre dels perciformes.

## Morfologia
Els mascles poden assolir els 2,6 cm de longitud total.

## Distribució geogràfica
Es troba des del sud de Taiwan fins a Palau, Guam i Saipan (Micronèsia).